# Kasatschinskoje (Irkutsk)
Kasatschinskoje (russisch Каза́чинское) ist ein Dorf (selo) in der Oblast Irkutsk in Russland mit 2624 Einwohnern (Stand 14. Oktober 2010).

## Geographie
Der Ort liegt knapp 500 km Luftlinie nordnordöstlich des Oblastverwaltungszentrums Irkutsk am Ostrand des Lena-Angara-Plateaus. Er befindet sich am rechten Ufer des rechten Armes des Lena-Nebenflusses Kirenga.
Kasatschinskoje ist Verwaltungszentrum des Rajons Kasatschinsko-Lenski sowie Sitz der Landgemeinde Kasatschinskoje selskoje posselenije, zu der außerdem die Dörfer Berjosowka (2 km nördlich), Ispiriticha (2 km südlich), Konez Lug (5 km nordnordöstlich) und Pausok (3 km südlich) gehören.

## Geschichte
Das Dorf wurde in dem seit dem 16. Jahrhundert überwiegend von Ewenken besiedelten Gebiet 1776 von Kosaken als Militärposten gegründet; darauf bezieht sich auch der Ortsname (von russisch kasaki für „Kosaken“).
Am 26. Juni 1926 wurde es Verwaltungssitz eines nach ihm als Kasatschinski benannten Rajons zunächst im Bestand des Okrugs Kirensk der Oblast Irkutsk. Am 3. Dezember 1930 erfolgte die Auflösung aller Okruge der Oblast und die Umbenennung des Rajons in die heutige Form (-Lenski vom Fluss Lena).

### Bevölkerungsentwicklung
| Jahr | Einwohner |
| ---- | --------- |
| 1939 | 1066      |
| 1959 | 1411      |
| 1970 | 1819      |
| 1979 | 2305      |
| 1989 | 2792      |
| 2002 | 2650      |
| 2010 | 2624      |

Anmerkung: Volkszählungsdaten

## Verkehr
Nach Kasatschinskoje führt die Regionalstraße 25N-018, die bei der etwa 13 km südwestlich gelegenen Siedlung städtischen Typs Magistralny von der 25K-016 abzweigt, die von Ust-Kut kommend weiter über Sewerobaikalsk nach Nowy Uojan in der benachbarten Republik Burjatien der Trasse der Baikal-Amur-Magistrale (BAM) folgt. In Magistralny befindet sich die Bahnstation Kirenga der BAM bei Streckenkilometer 889 ab Taischet. Über die 25K-016 besteht nach Westen Anschluss in Richtung Bratsk und über die 25 km südöstlich von Magistralny abzweigende 25N-008 in Richtung Schigalowo – Irkutsk.
Am westlichen Ortsrand liegt ein kleiner Flugplatz (ICAO-Code UITK). An der Kirenga gibt es einen Schiffsanleger.